# Чачакский партизанский отряд
Чачакский народно-освободительный партизанский отряд имени доктора Драгиши Мишовича (серб. Чачански народноослободилачки партизански (НОП) одред „др Драгиша Мишовић“) — югославский партизанский отряд, участвовавший в Народно-освободительной войне Югославии.

## История
Образован 12 июля 1941 на горе Елица в местечке Стеник. В составе отряда были Таковская, Любичская, Трнавская и Драгачевская роты. Командовал отрядом Момчило Радосавлевич, политруком был Ратко Митрович, Народный герой Югославии. Боевое крещение принял 19 июля 1941 в боях с немецкими войсками в Горне-Горевнице и 20 июля в Леушичах. Занимался диверсиями: взрыв мостов в Овчар-Бане, через Черемницу в Прелине, взрыв на контрольно-пропускном пункте в Прислоноце и взрыв на складе боеприпасов.
В первой половине августа 1941 года отряд атаковал охрану железнодорожной станции в Брчанах. При помощи авиабомб ими были разрушены мосты через Чемерницу, Овчару и Каблару, Шкипич-поток, Гружу и Мораву. 28 сентября 1941 ими был взят Горни-Милановац (80 немцев попали в плен), 30 сентября освобождён Чачак.
После Первого антипартизанского наступления солдаты Чачакского отряда вступили во 2-ю Пролетарскую ударную бригаду.

## Народные герои отряда
- Тадия Андрич
- Милица Вучетич
- Радован Гркович
- Драгомир Дражевич
- Радомир Джуракич
- Предраг Евтич
- Душан Ечменич
- Радован Йованович
- Богдан Капелан
- Милутин Лукович
- Раденко Мандич
- Тихомир Матиевич
- Милош Минич
- Ратко Митрович
- Драгослав Мутапович
- Бранислав Обрадович
- Димитрие Пискович
- Божо Томич
- Владо Томанович
- Средое Урошевич
- Елена Четкович
- Радисав Яничиевич